# Abdellatif Laâbi
Pour l’article homonyme, voir Abderrahmane Laabi.
Œuvres principales
- L'Œil et la Nuit, roman, 1969
- Le Chemin des ordalies, roman, 1982
- Les Rides du lion, roman, 1989
- Le soleil se meurt, poésie, 1992
- Le Spleen de Casablanca, poésie, 1996
- Le Livre imprévu, récit, 2009
- Zone de turbulences, poésie, 2011
- Maroc, quel projet démocratique ?, essai, 2012

Abdellatif Laâbi, né à Fès en 1942, est un poète, écrivain et traducteur marocain. Il a fondé en 1966 la revue Souffles qui jouera un rôle considérable dans le renouvellement culturel au Maghreb.
Son combat lui vaut d'être emprisonné de 1972 à 1980. Il s'est exilé en France en 1985.
Il reçoit le prix Goncourt de la poésie le 1er décembre 2009 et le grand prix de la francophonie de l'Académie française en 2011.

## Biographie

### Jeunesse et formation
Né en 1942 à Fès, Abdellatif Laâbi a quatorze ans à l’indépendance, en 1956. Il écrit déjà. Son premier choc est la découverte de l’œuvre de Dostoïevski. Il fait ses études à l’université de Rabat, à la section de lettres françaises.
En 1963, il participe à la création du Théâtre universitaire marocain. Il est professeur de français à Rabat quand ont lieu les massacres du 23 mars 1965 contre des enfants et leurs parents qui manifestent pacifiquement contre une réforme de l'enseignement jugée injuste.

### Écriture et engagement politique
En 1966, il crée la revue Souffles avec les poètes Mohammed Khaïr-Eddine et Mostafa Nissaboury. Les peintres Mohamed Melehi et Mohammed Chabaa rejoignent aussitôt le groupe. Dès le deuxième numéro, les horizons s’élargissent : questionnement sur la culture, quelle que soit sa forme d’expression, puis, peu à peu, sur les problèmes sociaux et économiques. Cette revue, qui comptera vingt-deux numéros en français et huit en arabe sous le nom d'Anfas, a eu une grande influence sur la formation de l'intelligentsia marocaine de gauche.
À la fin des années 1960, il s'engage politiquement, d'abord dans les rangs du PLS (Parti pour la libération et le socialisme), ancien parti communiste marocain, puis à partir de 1970 comme fondateur du mouvement clandestin d'extrême gauche Ila Al Amame.
En janvier 1972, il est arrêté et torturé. En 1973, il est condamné à dix ans de prison. Les preuves du complot dont on l’accuse sont les numéros au complet de Souffles et d’Anfas, et on l’enferme à Kénitra, où il devient le prisonnier numéro 18611. Au bout de huit ans et demi, en 1980, grâce à une campagne internationale en sa faveur, lui et quelques-uns de ses compagnons de détention sont libérés,.

### Exil en France
Cinq ans plus tard, il quitte le Maroc pour la France et développe une œuvre qui touche tous les genres littéraires (roman, poésie, théâtre, essai, livres pour enfants).
En 2015, il écrit le poème J'atteste à la suite des attentats du 10 janvier.
En octobre 2018, il publie deux volumes comprenant l’intégralité de son œuvre poétique.

### Famille et vie privée
Abdellatif Laâbi et son épouse Jocelyne ont trois enfants : Yacine, né en 1965 ; Hind, née en 1966 ; Qods, née en 1972. Jocelyne Laâbi a publié plusieurs livres, dont La Liqueur d'aloès (2005) et Hérétiques (2013).

### Principales distinctions
- 2007 : docteur honoris causa de l'université Rennes 2 Haute Bretagne (30 novembre)
- 2008 :  prix Robert-Ganzo de poésie
- 2009 : prix Goncourt de la poésie
- 2011 : grand prix de la francophonie de l'Académie française
- 2017 :  prix international de poésie de Mexico Nuevo Siglo de Oro

## Style et thématiques
Écrivain de langue française, son écriture est empreinte d'humanisme et toujours soucieuse du combat à mener pour plus de justice et plus de liberté. « La poésie n'est pas prête à rendre les armes », écrit-il.
Passeur de poésie, il œuvre sans relâche dans ses rencontres comme dans son travail d'écrivain pour un véritable dialogue, un réel partage, afin qu'existe la paix entre les différentes cultures. Son œuvre est traduite en de nombreuses langues.

Pour Abdellatif Laâbi, 

« La poésie est tout ce qui reste à l'homme pour proclamer sa dignité, ne pas sombrer dans le nombre, pour que son souffle reste à jamais imprimé et attesté dans le cri. »

## Œuvres

### Poésie
- Le Règne de barbarie, Paris, Seuil, 1980.
- Histoire des sept crucifiés de l'espoir, Paris, La Table rase, 1980.
- Sous le bâillon le poème, Paris, L'Harmattan, 1981.
- Discours sur la colline arabe, Paris, L'Harmattan, 1985.
- L'Écorché vif, Paris, L'Harmattan, 1986.
- Tous les déchirements, Paris, Messidor, 1990.
- Le soleil se meurt, Paris, La Différence, 1992[8]
- L'Étreinte du monde, Paris, La Différence, 1993 (2e éd. 2001).
- Le Spleen de Casablanca, Paris, La Différence, 1996 (2e éd. 1997).
- Poèmes périssables, Paris, La Différence, coll. « Clepsydre », 2000.
- L'automne promet, Paris, La Différence, coll. « Clepsydre », 2003.
- Les Fruits du corps, Paris, La Différence, coll. « Clepsydre », 2003.
- Écris la vie, Paris, La Différence, coll. « Clepsydre », 2005 (prix Alain-Bosquet 2006).
- Mon cher double, Paris, La Différence, coll. « Clepsydre », 2007.
- Tribulations d'un rêveur attitré, Paris, La Différence, coll. « Clepsydre », 2008.
- Zone de turbulences, Paris, La Différence, coll. « Clepsydre », 2012.
- La Saison manquante, suivi de Amour jacaranda. Paris, La Différence, coll. « Clepsydre », 2014.
- Le Principe d'incertitude, Paris, La Différence, coll. « Clepsydre », 2016.
- Œuvre poétique (intégrale de ses poèmes écrits entre 1965 et 2017 en deux volumes), Casablanca, Éditions du Sirocco, 2018[9].
- L'Espoir à l'arraché, Paris, Le Castor Astral, 2018.
- Presque riens, Paris, Le Castor Astral, 2020.
- La poésie est invincible, Paris, Le Castor Astral, 2022.
- La Terre est une orange amère  , Paris, Le Castor Astral, 2023.

### Romans
- L'Œil et la Nuit, Casablanca, Atlantes, 1969 ; SMER, Rabat, 1982 ; rééd. Paris, La Différence, coll. « Minos », 2003.
- Le Chemin des ordalies, Denoël, Paris, 1982 ; La Différence, coll. « Minos », Paris, 2003.
- Les Rides du lion, Messidor, Paris, 1989 (épuisé); La Différence, coll. « Minos », Paris, 2007.
- Le Fond de la jarre, Paris, Gallimard, 2002 ; rééd. coll. « Folio, » n° 5104, 2010.
- La Fuite vers Samarkand, Paris, Le Castor Astral, 2015.
- Le Livre imprévu, récit, Paris, La Différence, coll. « Littérature », 2010 ; rééd. Paris, Éditions Points, 2017.

### Théâtre
- Le Baptême chacaliste, Paris, L'Harmattan, 1987.
- Exercices de tolérance, Paris, La Différence, 1993.
- Le Juge de l'ombre, Paris, La Différence, 1994.
- Rimbaud et Shéhérazade, Paris, La Différence, 2000.

### Jeunesse
- Saïda et les voleurs de soleil, bilingue français-arabe, images de Charles Barat. Paris, Messidor/La Farandole, 1986 (épuisé).
- L'Orange bleue, illustrations  de Laura Rosano. Paris, Seuil Jeunesse, 1995 (épuisé).
- Comment Nassim a mangé sa première tomate, Rabat, Yomad, 2001.
- Devine (en collaboration avec Jocelyne Laâbi), Rabat, Marsam, 2006.
- J'atteste (contre la barbarie), illustrations de Zaü, Rue du Monde, 2015.

### Autres publications
- Chroniques de la citadelle d'exil, lettres de prison (1972-1980), Paris, Denoël, 1983 ; rééd. Paris, La Différence, 2005.
- La Brûlure des interrogations, entretiens-essais (réalisés par J. Alessandra), Paris, L'Harmattan, 1985.
- Un continent humain ; entretiens, textes inédits, Vénissieux, Paroles d'aube, 1997.
- Maroc, quel projet démocratique ?, Paris, Éditions de la Différence, coll. « Politique », 2012.
- Un autre Maroc, essai, Paris, La Différence, coll. « Politique », 2013.

### Livres d'artiste
- Les Ecroulements, poème, 21 exemplaires avec 6 aquatintes originales de Marie Alloy, Éditions Le Silence qui roule, 1995.
- Un pays m'est nécessaire, poème manuscrit, peinture d'Abdallah Sadouk, 12 exemplaires, Al Manar, 2003.
- Homme de l'entre-deux, poème manuscrit, peinture de Houssein Miloudi, 12 exemplaires, Al Manar, 2003.
- Vasque païenne, poème, avec 12 monotypes de Philippe Amrouche, 20 exemplaires, Émérance, 2002.
- Es-tu prêt à aimer ?, poème manuscrit, peintures de Sakher Farzat, 12 exemplaires, Al Manar, 2005.
- D'humus et de lave, poème manuscrit, gravures de Bouchaïb Maoual, 12 exemplaires, Al Manar, 2005.
- Jardin de la création, bilingue arabe-français, texte arabe calligraphié par l'auteur, avec 6 gravures de Klasien Boulloud, 6 exemplaires, chacun contenu dans un coffret original conçu par l'artiste, TranSignum, 2006.
- Jardinier de l'âme, poèmes, dessins de Ali Silem, 150 exemplaires, Kalima-Le Chant des mots- L'Atelier de Villemorge, 2008.
- Parfum d'énigme, avec des variations de collages de monotype de Philippe Amrouche, 25 exemplaires, Émérance, 2008.
- Robaiyates, poème en français, suivie de leur traduction arabe; accompagnés de 7 œuvres originales à la peinture acrylique, encre de Chine et dorure d'André Jolivet; couverture enrichie de deux peintures originales; 7 exemplaires; Voltije Éditions Ltd, 2022

### Traductions de l'arabe
- La Poésie palestinienne de combat (anthologie), Paris, P.J.O., 1970.
- Rires de l'arbre à palabre (poèmes) d'Abdallah Zrika, Paris, L'Harmattan, 1982.
- Rien qu'une autre année (poèmes) de Mahmoud Darwich, Paris, Unesco/Éditions de Minuit, 1983.
- Soleil en instance (roman) de Hanna Mina, Paris, Unesco/Éditions Silex, 1986.
- Autobiographie du voleur de feu (poèmes) d'Abdelwahab al-Bayati, Paris, Unesco/Actes Sud, 1987.
- Je t'aime au gré de la mort (poèmes) de Samih al-Qâsim, Paris, Unesco/Éditions de Minuit, 1988.
- Plus rares sont les roses (poèmes) de Mahmoud Darwich, Paris, Éditions de Minuit, 1989.
- La Poésie palestinienne contemporaine (anthologie), Paris, Éditions Messidor, 1990.
- L'Espace du Noûn (poèmes) de Hassan Hamdane, en collaboration avec Leïla Khatib, Paris, Éditions Messidor, 1990.
- Les Oiseaux du retour, contes de Palestine, bilingues, en collaboration avec Jocelyne Laâbi, Paris, Éditions Messidor/La Farandole, 1991.
- La joie n'est pas mon métier (poèmes) de Mohammed Al-Maghout, Paris, Éditions de la Différence, coll. « Orphée », 1992 ; réédition La Différence, 2013.
- Retour à Haïfa (nouvelles) de Ghassan Kanafani, en collaboration avec Jocelyne Laâbi, Paris, Actes-Sud, 1997.
- Bougies noires (poèmes) d’Abdallah Zrika, Paris, La Différence, 1998.
- Ni vivant ni mort (poèmes) de Faraj Bayrakdar, Paris, Al Dante, 1999.
- Loin du premier ciel (poèmes) de Saadi Youssef, en collaboration avec Jabbar Yassin Hussin, Habib Tengour et Farouk Mardam-Bey. Actes-Sud/Sindbad, 1999.
- Chant pour le jardin de l’eau (poèmes) de Mohammed Bennis, Les Petits Classiques du Grand Pirate, 2000.
- L'Impossible Bleu (poèmes) de Qassim Haddad, édition trilingue (arabe, français, anglais) avec des photos de Saleh al-Azzaz. Riyad, 2000.
- Fragments d'eau (poèmes) de Aïcha Arnaout. Al Manar, 2003.
- La Poésie marocaine — De l’indépendance à nos jours (anthologie), Paris, La Différence, 2005.
- Insomnie des anges (poèmes) de Aïcha Bassry, Rabat, Marsam, 2007.
- Lettre aux deux sœurs (récit) de Issa Makhlouf, Paris, José Corti, 2008.
- Instructions à l’intérieur (poèmes) d’Ashraf Fayad, Paris, Le Temps des cerises, 2016.
- "Gaza : y a-t-il une vie avant la mort ?", Anthologie de la poésie gazaouie d'aujourd'hui, poèmes collectés par Yassin Adnan et traduits de l'arabe par Abdellatif Laâbi, Paris, Points, 2025

### Œuvre complète
- Œuvre poétique I, préface de Jean-Luc Wauthier, Paris, La Différence, coll. « Œuvre complète », 2006.
- Œuvre poétique II, préface de Jean Pérol, Paris, La Différence, coll. « Œuvre complète », 2010.

## Œuvres théâtrales mises en scène
- Le Baptême chacaliste, Deuxième Compagnie des montagnes scabreuses, dirigée par André Riquier, Nice, 1991.
- Le Baptême chacaliste, Théâtre de la Nuit blanche, dirigé par Dominique Marouseau, Limoges, 1992.
- Exercices de tolérance, Théâtre du Lamparo, dirigé par Sylvie Caillaud, Tours, 1992.

### Adaptations théâtrales d'autres œuvres
- Chroniques de la citadelle d'exil, Théâtre Expression 7, Guy Lavigerie, Limoges, 1983.
- Va ma terre, quelle belle idée, pièce tirée du Chemin des ordalies (roman), Compagnie des Quatre Chemins, dirigée par Catherine de Seynes, Paris, 1984.
- Histoire des sept crucifiés de l'espoir, Atelier-théâtre du Septentrion, dirigé par Robert Condamin et Jacqueline Scalabrini, Antibes, 1984.
- Saïda et les voleurs de soleil, Cie Théâtre A.T.A, dirigée par Nasser-Eddine Boucheqif, Paris, 1986.
- Saïda et les voleurs de soleil, Atelier-théâtre du Septentrion, Antibes, 1987.
- Le Règne de barbarie, Compagnie du Mentir-Vrai, dirigée par Omar Tary, Lille, 1988.
- Journal du dernier homme, tiré des Rides du lion (roman), lecture par Edwine Moatti et Denis Manuel, Paris, 1988.
- Le Retour de Saïda, Atelier-théâtre du Septentrion, Antibes, 1992.
- Le soleil se meurt, Théâtre d'Aujourd'hui, Casablanca, 1994.

### CD et livre audio
- Abdellatif Laâbi - Bernard Ascal, CD audio L’Etreinte du monde, poèmes dits par Abdellatif Laâbi et chantés par Bernard Ascal, production Khamsa, diffusion EPM/Mélodie, 2001 ; rééd. Éponymes, 2014.
- L'Œil du cœur, récital-concert avec Driss Maloumi (composition et interprétation musicale), Naziha Meftah (chant) et Abdellatif Laâbi (lecture), production Institut du monde arabe, diffusion Harmonia Mundi, 2013.
- Alain Marc - Bérenger Bonneau, livre audio Lecture d'Abdellatif Laâbi, créé avec improvisations au saxophone en 2000, production Première impression, diffusion Book d'oreille, 2016.

### Entretien
- Avec Radio Univers